# آدنکور
آدنکور (به فرانسوی: Adaincourt) یک کمون در فرانسه است که در Canton of Faulquemont واقع شده‌است.

## خصوصیات
آدنکور ۳٫۴۲ کیلومترمربع مساحت و ۱۱۷ نفر جمعیت دارد و ۱۶۰ متر بالاتر از سطح دریا واقع شده‌است.